# Don't Be Stupid (You Know I Love You)
Don't Be Stupid (You Know I Love You) è un brano musicale interpretato dalla cantante canadese Shania Twain e pubblicato nel 1997.

## Il brano
Il brano, coscritto da Shania Twain e Robert John "Mutt" Lange e prodotto da Lange, è il secondo singolo estratto dall'album Come on Over.
Pubblicato nel Nord America nel novembre 1997, la canzone è stata diffusa anche in Europa e Australia solo nel febbraio 2000. In particolare la canzone ha avuto ottimo successo nel Regno Unito (numero 5 della Official Singles Chart).

## Il video
Il video musicale del brano è stato diretto da Larry Jordan e pubblicato nel novembre 1997.

## Tracce
1. Don't Be Stupid (You Know I Love You)
2. If It Don't Take Two